# チエちゃん・二郎サンの歌謡ビッグサタデー
チエちゃん・二郎サンの歌謡ビッグサタデー（ちえちゃんじろうさんのかようビッグサタデー）は、かつてニッポン放送の土曜日朝から昼の時間帯で放送されていたラジオ番組。パーソナリティは元ニッポン放送のアナウンサー西村知江子とコメディアンの坂上二郎。放送期間は1983年6月4日から1983年8月27日まで。

## 放送時間
- 毎週土曜日　8:00～12:00

## 出演者
- パーソナリティ:
  - 坂上二郎
  - 西村知江子

## 概要
西村知江子と放送作家・タレント・政治家の野末陳平をパーソナリティとして1981年5月2日にスタートした『チエちゃん・陳平の歌謡ビッグサタデー』が、当時参議院議員であった野末の参院選出馬に伴い一旦休止。新たに坂上二郎をパーソナリティに迎えて当番組が開始された。放送時間については毎週土曜日の10時から14時30分までだったのが、8時から12時までに変更された。
当番組終了後は、参議院議員3期目の当選を果たした野末が復帰し、再び『チエちゃん・陳平の歌謡ビッグサタデー』が1983年9月3日よりスタートしたが、1985年10月26日の西村降板により、その後の番組タイトルは『陳平の歌謡ビッグサタデー』に変更されている。

## 内包番組
8時00分～9時00分
- わが家の記念日
- 交通情報
- 聴かにゃソンソンくらしのホット情報
- 交通情報

9時00分～10時00分
- チエちゃん・二郎サンビッグプレゼント
- 交通情報

10時00分～11時00分
- ニュース・天気予報
- 坂上二郎いい話
- 二郎サンの聞かせて!聞かせて!

11時00分～12時00分
- チエちゃん・二郎サンオール電話リクエスト
- 交通情報